# Paul Lizandier
Paul Lizandier (Francia, 2 de diciembre de 1884-diciembre de 1937) fue un atleta francés, especialista en la prueba de 3 millas por equipo en la que llegó a ser medallista de bronce olímpico en 1908.

## Carrera deportiva
En los JJ. OO. de Londres 1908 ganó la medalla de bronce en las 3 millas por equipo, consiguiendo 32 puntos, tras Reino Unido (oro) y Estados Unidos (plata), siendo sus compañeros de equipo: Louis de Fleurac y Joseph Dreher.